# NGC 3195
NGC 3195 es una nebulosa planetaria en la constelación de Chamaeleon, el camaleón. De magnitud aparente 11,6, es la más austral entre todas las nebulosas planetarias brillantes, y no es observable desde latitudes septentrionales. Se encuentra a 1,5º WSW de las estrellas δ1 Chamaeleontis y δ2 Chamaeleontis. Junto a NGC 3918, es la nebulosa más popular de los cielos australes. 
Visualmente, NGC 3195 tiene una forma ligeramente ovalada, con un tamaño de 40 × 35 segundos de arco. Se aproxima a nosotros a razón de 17 km/s, mientras que la nebulosidad se expande a unos 40 km/s. Se estima que su distancia a la Tierra es de 5500 años luz.
Fue descubierta en el año 1835 por John Herschel.